# ANFO

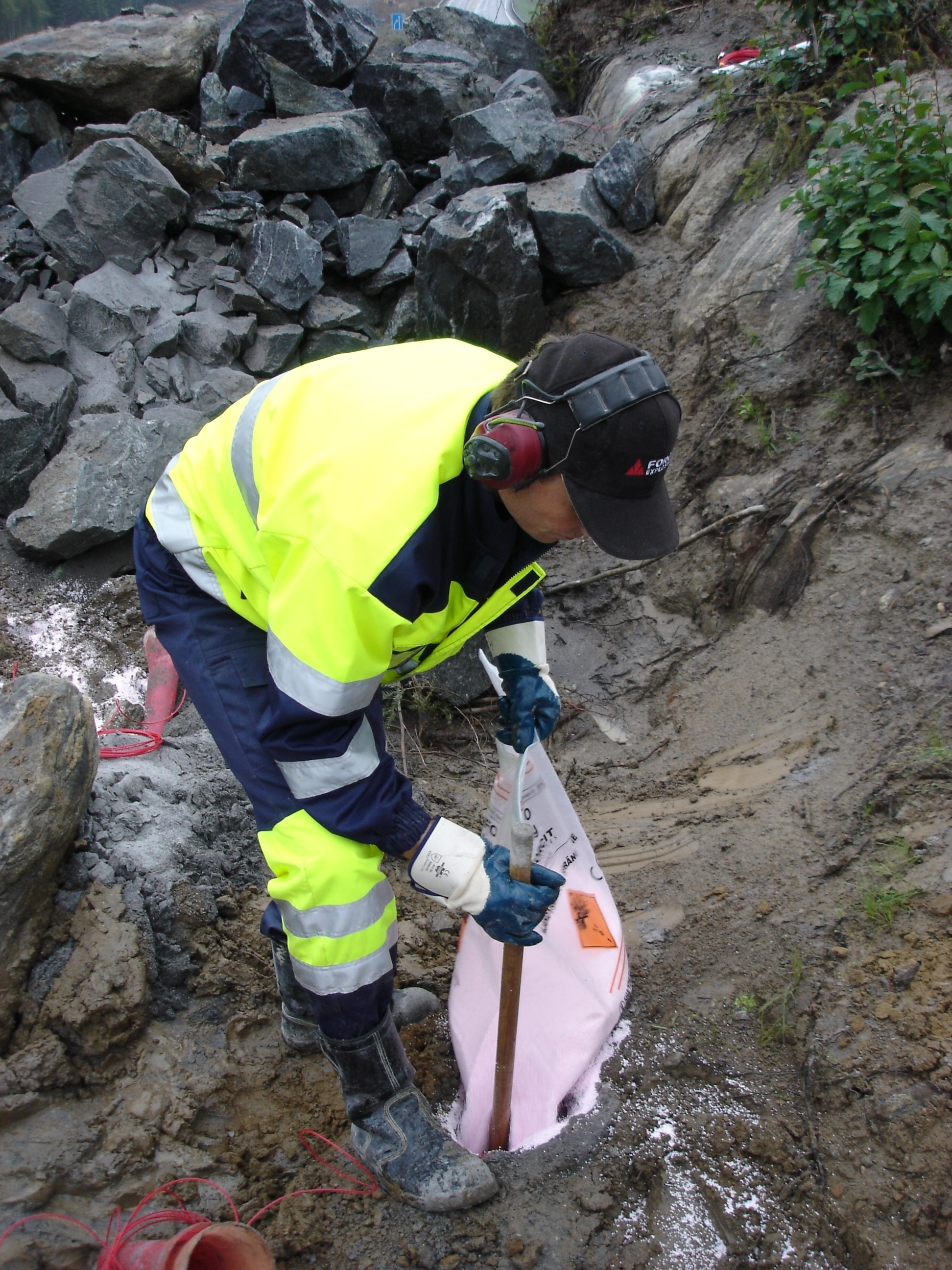
ANFO를 장전하는 중

ANFO(Ammonium Nitrate Fuel Oil) 폭약은 질산 암모늄(Ammonium Nitrate, NH4NO3)과 경질유를 목적에 맞게 폭발감도를 조절하여 제조한다.
난방유, 디젤유, 등유, 미분탄, 당밀, 설탕, 니트로메탄(CH3NO2) 등에서 나오는 탄소를 질산 암모늄(Ammonium Nitrate, NH4NO3)과 혼합하여 만든다. 보통은 난방유나 디젤유를 질산 암모늄과 혼합하여 ANFO 폭약을 만들며, 니트로메탄이 가장 효율적으로 탄소를 배출한다.
폭발감도는 비율과 교반속도로 조절하게 된다. 감도가 매우 둔감하여 취급에 용이하고 경제적이어서 광산발파용 폭약으로 쓰인다. 하지만 질산암모늄의 흡습성때문에 장기보관이 어렵고 습도가 높은 곳에서 이용이 불가능하다. 최근에는 방수처리가 된 ANFO가 시판이 되기도 한다.
석탄탄광, 금속탄광, 민간의 건축공사 등에서, 최근에도 가장 널리 사용되는 폭발물이다. 북아메리카의 1년 폭발물 사용량인 270만톤(60억파운드)의 80%가 ANFO 폭약이다. ANFO는 급조폭발물(IED)에도 사용된다. 이를 비료폭탄(fertilizer bomb)이라고 부른다.

## 산업용
질산 암모늄은 농사용 비료(fertilizer)로 폭넓게 쓰인다. 많은 국가들은 적합한 라이센스를 소지한 바이어만이 질산 암모늄을 구매할 수 있게 제한하고 있다. 주된 이유는 질산 암모늄을 이용해 손쉽게 비료폭탄(fertilizer bomb)을 제작할 수 있기 때문이다.

## 테러용
ANFO는 폭탄 테러에 사용되었다. 최초의 사용은 1970년 위스콘신 매디슨 대학교의 학생 시위 때 사용되었다.
ANFO 차량 폭탄은 곧바로 IRA에 의해 채택되어 1993년 세계무역센터 폭탄 테러 등에 사용되었다.
ANFO 보다 정교한 파생형인 ANNM(ammonium nitrate with nitromethane as the fuel)은 1995년 오클라호마 폭탄 테러에 사용되었다.
2011년 7월 노르웨이 테러에서 ANALFO(알루미늄 강화형 ANFO) 폭탄이 사용되었다.

## 같이 보기
- 미육군 TM 31-210 교본
- 룡천 열차폭발 사고
- 비료폭탄
- 1993년 세계무역센터 폭탄 테러
- 1995년 오클라호마 폭탄 테러
- 2011년 노르웨이 테러